# Айва (приток Суры)
Айва — река в России, протекает по Пензенской области. Исток у села Татарский Сыромяс Сосновоборского района. Устье реки находится на 526 км Суры (1 км севернее села Исаевка, Никольский район (Пензенская область)). Длина реки составляет 81 км, площадь водосборного бассейна — 1490 км².
Основные притоки (от истока к устью): Ега, Вичкилейка, Веж-Айва, Тюнярь, Казарка, Пашкобарда, Шкафт, Аришка.

## Характеристика
Айва (коми), «отец-река», главная по отношению к своим притокам. Водосбор на северо-востоке Пензенской области покрыт лесом. Ширина Айвы у села Аришка составляет 20—25 м в межень и 35—65 м в половодье. Правый склон высотой 50—70 м, крутой; левый — пологий. Скорость течения в межень 0,2—0,5 м/с и 0,8—1 м/с в половодье. Среднегодовой расход воды — составляет 5,8—5,9 м³/с, в половодье увеличивается до 80—100 м³/с, а в межень снижается до 1,5—1,6 м³/с. Имеет 8 больших и малых притоков. Уклон в низовьях — 1,3, в верховьях — 4,4 м/км: одна из самых быстрых рек Пензенской области. Впервые под именем Явень, Явеня упоминается в писцовых книгах под 1635 годом: «вверх идучи по Явеню речку до речки до Руждума». В документах 1680—1690-х годов всегда Айва.

## Данные водного реестра
По данным государственного водного реестра России относится к Верхневолжскому бассейновому округу, водохозяйственный участок реки — Сура от Сурского гидроузла и до устья реки Алатырь, речной подбассейн реки — Сура. Речной бассейн реки — (Верхняя) Волга до Куйбышевского водохранилища (без бассейна Оки).
Код объекта в государственном водном реестре — 08010500312110000036272.